# Landtagswahl in Tirol 2013
Die Wahl zum Tiroler Landtag 2013 hat am 28. April stattgefunden.
- SPÖ: 5
- GRÜNE: 5
- FRITZ: 2
- ÖVP: 16
- Vorwärts: 4
- FPÖ: 4

## Voraussetzungen

### Ausgangslage
Bei der Landtagswahl in Tirol 2008 wurde die ÖVP trotz deutlichen Stimmverlusten von 9,4 % stärkste Partei, wobei sie mit 40,5 % erstmals in der Geschichte ihre absolute Mandatsmehrheit in Tirol verlor. Auch die SPÖ musste einen Verlust von 10,4 % ihres Stimmenanteils hinnehmen, wobei die SPÖ mit 15,5 % ebenfalls ihr historisch schlechtestes Ergebnis verzeichnete. Zudem wurde die SPÖ von der Liste FRITZ überholt, die bei ihrem erstmaligen Antreten 18,4 % erreichte. Viertstärkste Partei wurde mit 12,4 % die FPÖ, die als einzige Landtagspartei mit einem Plus von 4,4 % einen Stimmengewinn verbuchen konnte. Die Grünen kamen 2008 auf 10,7 %, wobei sie 4,9 % bei der Wahl verloren hatten. Die ebenfalls angetretenen Kommunisten sowie Die Christen (heute Christliche Partei Österreichs) scheiterten klar am Einzug in den Landtag.
Nach der Landtagswahl setzte die ÖVP ihre Koalition mit der SPÖ fort. Von der Liste Fritz Dinkhauser spalteten sich 2009 zwei Abgeordnete als BürgerKlub-Tirol ab.
Die Landesregierung hat nach dem Beschluss des Landtages über dessen Auflösung vor dem Ablauf der fünfjährigen Gesetzgebungsperiode am 30. Jänner 2013 in ihrer Sitzung am 31. Jänner 2013 beschlossen, die Wahl zum Tiroler Landtag für den 28. April 2013 festzusetzen. Die Kundmachung der Wahlausschreibung wurde in der Folge am 4. Februar 2013 im Landesgesetzblatt publiziert, wobei dieses Datum als Tag der Wahlausschreibung gilt. Als Stichtag wurde der 5. Februar 2013 erklärt. In der Folge wurden ab dem 25. Februar 2013 die Wählerverzeichnisse aufgelegt, die bis spätestens 1. März 2013 beeinsprucht werden konnten. Für die wahlwerbenden Parteien bestand bis zum 15. März 2013 die Möglichkeit zur Einreichung der Wahlvorschlägen bei den Kreiswahlbehörden, die Landeswahlvorschläge mussten bis 28. März 2013 eingebracht werden.
Die Landeswahlbehörde veröffentlichte in der Folge am 4. April 2013 die Zulassung von elf Listen bei der Landtagswahl. Neben den sechs im Landtag vertretenen Parteien, ÖVP, FRITZ, SPÖ, FPÖ, Grüne und Bürgerklub Tirol, erreichten auch die Piraten Partei Tirol, die KPÖ, die Liste Für Tirol, das Team Stronach und die Liste Vorwärts Tirol die Zulassung zur Wahl. Während Vorwärts Tirol, das Team Stronach, der Bürgerklub Tirol und die Liste Für Tirol in allen Wahlkreisen antreten, verfehlte die KPÖ die notwendigen Unterstützungserklärungen im Wahlkreis Landeck. Während die KPÖ damit in acht von neun Wahlkreisen antreten wird, erreichte die Piratenpartei Tirol lediglich in den Wahlkreisen Innsbruck-Stadt, Innsbruck-Land und Schwaz die erforderliche Zahl Unterstützungserklärungen für ein Antreten im jeweiligen Wahlkreis.
Zu einer Besonderheit kam es, als verschiedene Gruppierungen des Team Stronach insgesamt drei verschiedene Landeswahlvorschläge für die Landtagswahl einreichten. Die Landeswahlbehörde gab in der Folge der des inzwischen abgesetzten Landesgeschäftsführers Hans-Peter Mayr den Vorzug, der seine Liste als Erster eingereicht hatte.

### Wahlrecht
Die Landtagswahl 2013 wurde nach der „Tiroler Landtagswahlordnung 2011“ durchgeführt. Nachdem vor der Landtagswahl 2008 bereits das passiven und aktiven Wahlalters gesenkt und die „Auslandstiroler“ bei der Wahl zugelassen wurde (Tiroler Landtagswahlordnung 2008 – TLWO 2008), ermöglicht die 2011 beschlossene Reform erstmals bei der Landtagswahl auch die Vergabe von Vorzugsstimmen auf Landesebene. Zuvor waren Vorzugsstimmen nur auf Bezirksebene möglich gewesen. Gleichzeitig wurde die Möglichkeit einer Listen-Koppelung abgeschafft, Wahlkarten müssen zudem am Wahlabend bei der Behörde eingetroffen sein. Bei der Landtagswahl 2008 waren noch Briefwahlstimmen gewertet worden, wenn sie bis spätestens am achten Tag nach dem Wahltag bis 12.00 Uhr eingelangt waren.
Das aktive Wahlrecht bei der Landtagswahl 2013 besaßen all jene Personen, die spätestens am Wahltag das 16. Lebensjahr vollendet hatten, die österreichische Staatsbürgerschaft besaßen und über einen Hauptwohnsitz in Tirol verfügten. Zudem durften die Personen vom Wahlrecht nicht ausgeschlossen sein. Ein Ausschluss vom Wahlrecht bestand, wenn ein inländisches Gericht einen Bürger „wegen einer oder mehrerer mit Vorsatz begangener strafbarer Handlungen zu einer mehr als einjährigen Freiheitsstrafe rechtskräftig verurteilt“ hatte. Seit der Wahlrechtsreform 2008 sind bei der Landtagswahl auch österreichische Staatsbürger wahlberechtigt, die vor der Verlegung ihres Hauptwohnsitzes in das Ausland diesen in Tirol hatten und alle anderen Voraussetzung für die Stimmberechtigung erfüllten. Das Wahlrecht wurde diesen Bürgern für die Dauer ihres Aufenthaltes im Ausland, längstens jedoch für zehn Jahre, gewährt. Passiv wahlberechtigt waren bei der Landtagswahl 2013 alle österreichischen Staatsbürger mit Hauptwohnsitz in Tirol, soweit sie am Wahltag das 18. Lebensjahr vollendet hatten und nicht vom Wahlrecht ausgeschlossen waren.

### Wahlgang
Seit der Wahlrechtsreform 2008 ist neben der persönlichen Stimmabgabe in der Heimatgemeinde und der Wahl mittels Wahlkarte auch die Briefwahl möglich. Mit einer Wahlkarte konnten die Wahlberechtigten in jedem Wahllokal in Tirol wählen, das Wahlkarten annimmt oder ihre Stimme bei Vorliegen einer Bettlägerigkeit einer „fliegenden Wahlkommission“ vor Ort abgeben. Erfolgt die Abgabe der Wahlkarte per Briefwahl, so muss die verschlossene Karte vor dem Wahltag bei der Kreiswahlbehörde postalisch einlangen oder bis einschließlich 26. April 2013 in einem Tiroler Gemeindeamt oder am Wahltag, dem 28. April 2013, in einem Wahllokal, das Wahlkarten annimmt, abgegeben werden.

## Wahlwerbende Parteien (Listennamen)

### Tiroler Volkspartei – Landeshauptmann Günther Platter (VP TIROL)
Die ÖVP zog 2013 erstmals mit Landeshauptmann Günther Platter als Spitzenkandidat in die Tiroler Landtagswahl. Platter hatte das Amt des Landeshauptmanns nach der Wahlniederlage der ÖVP direkt von Herwig van Staa übernommen. Als Wahlziel nannte Platter das „Halten der 16 Mandate“, die die Volkspartei bei der Wahl 2008 errungen hatte. Wissenschaftsminister Karlheinz Töchterle hatte Platter hingegen die Latte für einen Wahlerfolg bei einem Pressegespräch Anfang März auf „über 40 Prozent“ gelegt. Bezüglich einer möglichen Koalition schloss der Landeshauptmann keine Partei aus, äußerte jedoch auch keine Präferenzen. Lediglich eine Dreierkoalition, wie sie nach der Landtagswahl in Kärnten 2013 gebildet worden war, lehnte Platter ab.

### Bürgerforum Tirol – Liste Fritz (FRITZ)
Das Bürgerforum Tirol – Liste Fritz (FRITZ) verlor durch den krankheitsbedingten Rückzug des Gründers und Obmanns Fritz Dinkhauser im Jänner 2013 seine Galionsfigur. In der Folge war die Zukunft der Liste FRITZ mehrere Wochen unklar, bis Anfang März 2013 Andrea Haselwanter-Schneider, Klubobfrau der Liste FRITZ, und Andreas Brugger ihr Antreten als Spitzenkandidaten für das Bürgerforum ankündigten. Als Wahlziel nannten die Proponenten das Erreichen einer ausreichenden Anzahl von Mandaten, um gemeinsam mit anderen Parteien eine Koalition gegen die ÖVP schließen zu können. Zentrales Wahlkampfthema des Bürgerforums ist eine Lösung der Thematik rund um die Agrargemeinschaften.

### Sozialdemokratische Partei Österreichs – Tirol (SPÖ)
Die Sozialdemokratische Partei Tirol (SPÖ) zieht 2013 erstmals mit Landeshauptmann-Stellvertreter Gerhard Reheis in die Landtagswahl, der 2012 Hannes Gschwentner beerbte. Als Wahlziele formulierte Reheis, stärker zu werden, den zweiten Platz zurückzuerobern und Landeshauptmann zu werden. Reheis betonte, sich auch als Zweitplatzierter zum Landeshauptmann wählen zu lassen, wobei er lediglich die FPÖ als Koalitionspartner ausschloss. In ihrem Wahlprogramm unter dem Titel „Ein gutes Land gerecht gestalten“ stellt die SPÖ die Themen Bildung und Berufschancen, Soziales, Gesundheit und Pflege, Arbeit und Einkommen, Kinder, Jugend und Familie, Wohnen sowie Frauen in den Mittelpunkt. Konkret fordert die SPÖ dabei beispielsweise die Einführung der Gesamtschule, den Ausbau der Ganztagsschule, die Rückübertragung des Gemeindegutes aus den Agrargemeinschaften an die Gemeinden, die Vereinheitlichung der Grundsteuer bzw. die Aufhebung der Grundsteuerbefreiung sowie gerechte Löhne.

### Freiheitliche Partei Österreichs – die Tiroler Freiheitlichen (FPÖ)
Die Freiheitliche Partei Österreichs (FPÖ) tritt bei der Landtagswahl 2013 wie bereits 2008 mit FPÖ-Klubobmann und Landesparteiobmann Gerald Hauser an. Während Bundesparteiobmann Heinz-Christian Strache 15 % als Wahlziel für die Landtagswahl ausgab, bezeichnete Hauser selbst das Übertreffen der bisherigen 12,4 % Stimmenanteil als Erfolg. Strache bekannte des Weiteren, er könne sich Hauser auch als Landeshauptmann, etwa mit einem SPÖ-Stellvertreter, vorstellen. In ihrer ersten Plakatwelle trat die FPÖ unter den Schlagwörtern „Gerechtigkeit“, „Sauberkeit“ und „Sicherheit“ für höhere Löhne, gegen Korruption und das Abschieben von „Asylbetrügern“ auf und positionierte sich gegen Brüssel und „Sozialmissbrauch“. In ihrer Schlusskampagne trat die FPÖ zudem gegen Minarette in Tirol auf, forderte niedrigere Mieten und forderte den Schutz der Sparguthaben sowie des Tiroler Wassers vor dem Zugriff der EU.

### Die Grünen – Die Grüne Alternative Tirol (GRÜNE)
Die Grünen Tirol (GRÜNE) schicken bei der Landtagswahl 2013 Ingrid Felipe als Spitzenkandidatin ins Rennen. Während der langjährige Klubobmann Georg Willi nach der Nationalratswahl 2013 in den Nationalrat wechseln sollte, setzte sich Felipe mit 53,3 % bei der Listenerstellung der Tiroler Grünen knapp gegen Christine Baur durch. Die Grünen traten mit dem Wahlziel an, mindestens 50.000 und eine Stimme zu erhalten bzw. den zweiten Platz zu erreichen. Die Grünen traten zudem für eine Regierungsbeteiligung ihrer Partei nach der Wahl ein, wobei Felipe eine Wende in der Umweltpolitik, einen Stopp „des Zerstörens und Verscherbelns unserer Natur“ sowie gesundes, leistbares Essen für alle als Koalitionsbedingungen formulierte. Als weitere Forderungen formulierte Felipe mehr Transparenz, ein Öffi-Ticket um maximal 365 Euro im Jahr und eine Lösung für die Transitbelastung.

### vorwärts Tirol (VORWÄRTS)
Die Liste „vorwärts Tirol“ (VORWÄRTS) wurde im Jänner 2013 rund um die prominenten Politiker Anna Hosp (ehemalige ÖVP-Landesrätin), Hans Lindenberger (ehemaliger SPÖ-Landesrat) und Christine Oppitz-Plörer (Bürgermeisterin von Innsbruck) gegründet. Als Grund für die Gründung der Liste gaben die Proponenten an, dass „seitens der ÖVP kein Erneuerungswille erkennbar“ sei. Obwohl Hans Lindenberger als Spitzenkandidat für „vorwärts Tirol“ ins Rennen geschickt wurde, kam es während des Wahlkampfs zu einer Zerreißprobe um den Führungsanspruch innerhalb der Gruppierung zwischen Lindenberger und Hosp. Schließlich wurden Lindenberger und Hosp gemeinsam als Kandidaten für eine künftige Landesregierung nominiert. Falls die Liste zweitstärkste Kraft werden sollte, würde die Gruppierung jedoch Hosp zusätzlich als Landeshauptfrau-Kandidatin nominieren. Vorwärts Tirol tritt mit dem Wahlziel an, ein zweistelliges Ergebnis und den zweiten Platz zu erreichen. Eine Koalition mit der ÖVP unter Landeshauptmann Platter bzw. Landtagspräsident van Staa schloss die Gruppierung zudem aus. Inhaltlich positioniert sich die Liste beispielsweise für mehr Bürgerbeteiligung, gegen Korruption, die transparente Verwendung von Steuergeldern, einen Bürokratieabbau, Wirtschaftsförderung, leistbares Wohnen, den Ausbau der Betreuungs- und Bildungseinrichtungen und eine Energiewende.

### Kommunistische Partei Österreichs (KPÖ)
Die Kommunistische Partei Österreichs (KPÖ) schickt Roland Steixner als Spitzenkandidat in die Landtagswahl. Als Wahlziel formulierte die Partei, stärker zu werden, wobei eine Zusammenarbeit mit ÖVP, FPÖ und Team Stronach prinzipiell abgelehnt wird. Auch mit den anderen Parteien kann sich die KPÖ eine Zusammenarbeit nur in einzelnen Bereichen vorstellen. Thematisch tritt die KPÖ für soziale Gerechtigkeit, höhere Mindestlöhne, niedrigere Mieten und gratis Energie und Wärme auf.

### Team Stronach für Tirol (TS)
Die Listeneinreichung für die Landtagswahl durch Mitglieder des Team Stronach sorgte in der Öffentlichkeit für starke Verwirrung, da drei Listen mit unterschiedlichen Spitzenkandidaten bei der Landeswahlbehörde eingereicht wurden. So reichte der ursprüngliche, jedoch abgesetzte Landesparteiobmann Walter Jenewein ebenso eine Liste ein wie der als Landesgeschäftsführer entlassene Hans-Peter Mayr. Zudem führte die Arzthelferin Sonja Ulmer aus Telfs eine von der Bundesorganisation des Team Stronach unterstützte dritte Liste an. Während Jenewein seine Liste zurückzog, ließ die Landeswahlbehörde schließlich die von der Bundesorganisation nicht unterstützte Liste von Hans-Peter Mayr zu, da sie zuerst eingereicht wurde. Das Team Stronach brach in der Folge den Wahlkampf kurzfristig ab, schließlich einigte sich Frank Stronach jedoch mit Mayr und unterstützte ihn in der Folge. Laut der Gruppe um Ulmer, die die Einigung nicht akzeptierte, traten in der Folge 820 Mitglieder aus dem Team Stronach aus, zudem gingen 18 Kandidaten der Bezirkslisten mit dem Aufruf „Wählt uns nicht!“ in die Medien. Als Wahlziel formulierte Mayr den „Einzug in den Landtag mit Blick auf die Zweistelligkeit“.

### FÜR TIROL – Partei der Mitte
„Für Tirol“ wurde von Gründungsobmann Patrick Pfurtscheller Mitte 2012 gegründet, wobei Pfurtscheller davor der Jungen Volkspartei und dem Wirtschaftsbund der ÖVP angehörte. Er fungiert auch als Spitzenkandidat der Liste. Die Partei tritt für eine Reform des Landtages ein, die eine Halbierung der Politikerbezüge und Parteienförderung einschließt. Als Wahlziel formulierte Pfurtscheller den Einzug in den Landtag, wobei er mit keiner Partei eine Koalition ausschloss.

### Piraten Partei Tirol (PIRAT)
Die Piraten Partei Tirol erreichte lediglich in den Bezirken Innsbruck, Innsbruck-Land und Schwaz die erforderliche Zahl an Unterstützungserklärungen für eine Kandidatur. Als Forderungen für ihren Wahlkampf traten die Piraten für mehr Transparenz in der Landespolitik sowie Volksabstimmungen auf Landesebene ein und unterstützten eine nachhaltige Energiewirtschaft, leistbares Wohnen, Regionalität und einen verstärkten Opferschutz. Zudem traten sie gegen den Transit, Proporz und „Freunderlwirtschaft“ und einen zu strengen Ortsbildschutz auf.

### Gurgiser & Team – BürgerKlub-Tirol (GURGISER)
Spitzenkandidat Fritz Gurgiser, der sich 2009 mit seinem BürgerKlub-Tirol von der Liste Fritz Dinkhauser abspaltete, ging anfangs mit dem Ziel in die Wahl, mehr als zwei Mandate zu erreichen. Zuletzt nannte er den Einzug in den Landtag als Ziel, wobei die Hauptthemen seiner Liste Gesundheit, Arbeitsplätze und soziale Sicherheit waren.

## Kandidatenstruktur
Die höchste Frauenquote unter den kandidierenden Parteien erzielen die Grünen und die Piraten mit jeweils 50 %. Dahinter folgen die ÖVP (43 %), SPÖ (40 %), KPÖ (35 %) und Vorwärts Tirol (34 %). Weniger als ein Drittel Frauenanteil weisen die Listen von BürgerklubTirol (31 %) und Liste Fritz (29 %), weniger als ein Viertel Frauenanteil die Liste Für Tirol (24 %) und das Team Stronach (20 %). Schlusslicht ist die FPÖ mit einem Frauenanteil von lediglich 17 %. Das höchste mittlere Alter (Median) der Kandidaten auf den jeweiligen Parteilisten ist im Team Stronach mit 55 Jahren am Höchsten. Dahinter folgen die Listen Fritz bzw. Vorwärts Tirol (51), die KPÖ (50) sowie GRÜNE und BürgerklubTirol (je 49,5). Ein jüngeres mittleres Alter weisen die Listen von ÖVP (48,5), FPÖ (48) sowie SPÖ und Für Tirol (je 47). Das niedrigste mittlere Alter weisen die Piraten mit 43 Jahren auf.
Beruflich bzw. aus Sicht der Ausbildung weisen die Grünen mit 36 % die höchste Akademikerquote aller Parteien auf. Die Liste Vorwärts Tirol folgt mit 35 % knapp dahinter, die ÖVP weist mit 26 % bereits Respektabstand auf. Die KPÖ erreicht eine Akademikerquote von 24 %, die Liste Fritz 19 % und die SPÖ 17 %. Deutlich niedrigere Quoten weisen die Listen des Bürgerklub Tirol (13 %), der FPÖ (11 %) sowie der Piraten und des Team Stronach auf (je 10 %). Schlusslicht ist die Liste Für Tirol mit 6 %. Den höchsten Anteil an öffentlichen Bediensteten weist die SPÖ mit 40 % auf, dahinter folgen Grüne (38 %) Und ÖVP (36 %). Je 25 % der FPÖ- bzw. Bürgerklub-Kandidaten sind den öffentlichen Bediensteten zuzurechnen, dahinter folgen Vorwärts Tirol (21 %), Piraten (20 %), KPÖ (18 %), Liste Fritz (15 %) und Für Tirol (12 %). Im Team Stronach findet sich hingegen kein Kandidat, der im öffentlichen Dienst steht.
Zieht man lediglich die ersten 10 Kandidaten jeder Liste in Betracht, so weist auch die KPÖ eine Frauenquote von 50 % auf, Team Stronach und FPÖ liegen jedoch auch hier mit 20 % auf den letzten Plätzen. Die Akademikerquote der GRÜNEN ist hingegen mit 70 % bei den zehn Erstplatzierten Kandidaten der Grünen exorbitant hoch, auch die Liste Fritz und die Liste Vorwärts Tirol erreichten mit 50 % bzw. 40 % wesentlich höhere Werte als in ihrer Gesamtliste. Während die Grünen auf der Gesamtliste ein relativ hohes Durchschnittsalter erreichen, weisen ihre ersten 10 Kandidaten mit 38,5 Jahren das niedrigste mittlere Alter auf, die FPÖ erreicht mit 59 Jahren hingegen das Höchste. Unter den ersten zehn Kandidaten arbeiten bei der ÖVP mit 60 % die Meisten im öffentlichen Dienst, gefolgt von der FPÖ und der SPÖ (je 50 %).

## Umfragen
| Institut | Datum      | ÖVP    | FRITZ | SPÖ    | FPÖ   | GRÜNE  | Team Stronach | PIRAT | KPÖ   | Bürgerklub Tirol | Für Tirol | Vorwärts Tirol |
| -------- | ---------- | ------ | ----- | ------ | ----- | ------ | ------------- | ----- | ----- | ---------------- | --------- | -------------- |
| GMK      | 16.04.2013 | 38 %   | 4 %   | 14 %   | 10 %  | 9 %    | 6 %           | 0,5 % | 0,5 % | 6 %              | 0,5 %     | 10 %           |
| Gallup   | 12.04.2013 | 33 %   | 5 %   | 15 %   | 9 %   | 15 %   | 4 %           | k. A. | k. A. | 4 %              | k. A.     | 12 %           |
| Karmasin | 09.04.2013 | 34 %   | 6 %   | 14 %   | 10 %  | 14 %   | 6 %           | 1 %   | 1 %   | 2 %              | 1 %       | 11 %           |
| TrendCom | 29.03.2013 | 34 %   | 6 %   | 16 %   | 8 %   | 12 %   | 6 %           | 1 %   | 1 %   | 2 %              | 1 %       | 13 %           |
| Market   | 25.03.2013 | 36 %   | 7 %   | 14 %   | 10 %  | 13 %   | 8 %           | 1 %   | k. A. | 2 %              | k. A.     | 8 %            |
| Karmasin | 20.03.2013 | 35 %   | 5 %   | 15 %   | 9 %   | 14 %   | 6 %           | 1 %   | 0 %   | 2 %              | 2 %       | 9 %            |
| IMAD     | 19.03.2013 | 30,5 % | 6,5 % | 13,7 % | 8,5 % | 14,0 % | 6,5 %         | 1,6 % | 0,5 % | 2,5 %            | 2,3 %     | 13,4 %         |
| Karmasin | 16.02.2013 | 36 %   | 4 %   | 15 %   | 11 %  | 13 %   | 5 %           | 1 %   | 1 %   | 2 %              | 2 %       | 10 %           |
| Karmasin | 28.12.2012 | 41 %   | 7 %   | 15 %   | 9 %   | 14 %   | 8 %           | 1 %   | 1 %   | 2 %              | 2 %       | k. A.          |

## Wahlergebnis

Mehrheiten bei der Landtagswahl nach Gemeinden

|                                            | Ergebnisse 2013 | Ergebnisse 2013 | Ergebnisse 2013 | Ergebnisse 2008 | Ergebnisse 2008 | Ergebnisse 2008 | Differenzen | Differenzen | Differenzen |
| ------------------------------------------ | --------------- | --------------- | --------------- | --------------- | --------------- | --------------- | ----------- | ----------- | ----------- |
|                                            | Stimmen         | %               | Mand.           | Stimmen         | %               | Mand.           | Stimmen     | %           | Mand.       |
| Gesamt                                     | 321.611         | 60,40 %         | 36              | 342.713         | 65,84 %         | 36              | − 21.102    | − 5,44 %    |             |
| Ungültig                                   | 4.759           | 1,48 %          |                 | 5.932           | 1,73 %          |                 | − 1.173     | − 0.25 %    |             |
| Gültig                                     | 316.852         | 98,52 %         |                 | 336.781         | 98,27 %         |                 | − 19.929    | + 0,25 %    |             |
| Partei                                     |                 |                 |                 |                 |                 |                 |             |             |             |
| Österreichische Volkspartei                | 124.689         | 39,35 %         | 16              | 136.401         | 40,50 %         | 16              | − 11.712    | − 1,15 %    | ± 0         |
| Liste Fritz Dinkhauser – Bürgerforum Tirol | 17.785          | 5,61 %          | 2               | 61.795          | 18,35 %         | 7               | − 44.010    | − 12,74 %   | − 5         |
| Sozialdemokratische Partei Österreichs     | 43.469          | 13,72 %         | 5               | 52.066          | 15,46 %         | 5               | − 8.597     | − 1,74 %    | ± 0         |
| Die Grünen – Die Grüne Alternative         | 39.904          | 12,59 %         | 5               | 36.136          | 10,73 %         | 4               | + 3.768     | + 1,86 %    | + 1         |
| Freiheitliche Partei Österreichs           | 29.594          | 9,34 %          | 4               | 41.788          | 12,41 %         | 4               | − 12.194    | − 3,07 %    | ± 0         |
| Kommunistische Partei Österreichs          | 1.690           | 0,53 %          | 0               | 3.896           | 1,16 %          | 0               | − 2.206     | − 0,63 %    | ± 0         |
| Vorwärts Tirol                             | 30.229          | 9,54 %          | 4               | n.k.            |                 |                 | + 30.229    | + 9,54 %    | + 4         |
| BürgerKlub-Tirol                           | 15.326          | 4,84 %          | 0               | n.k.            |                 |                 | + 15.326    | + 4,84 %    | ± 0         |
| Team Stronach                              | 10.637          | 3,36 %          | 0               | n.k.            |                 |                 | + 10.637    | + 3,36 %    | ± 0         |
| Für Tirol                                  | 2.322           | 0,73 %          | 0               | n.k.            |                 |                 | + 2.322     | + 0,73 %    | ± 0         |
| Piraten Partei Tirol                       | 1.207           | 0,38 %          | 0               | n.k.            |                 |                 | + 1.207     | + 0,38 %    | ± 0         |
| Die Christen                               | n.k.            |                 |                 | 4.699           | 1,40 %          | 0               |             |             |             |